# Cuillère à matcha
 (mars 2023).
Si vous disposez d'ouvrages ou d'articles de référence ou si vous connaissez des sites web de qualité traitant du thème abordé ici, merci de compléter l'article en donnant les références utiles à sa vérifiabilité et en les liant à la section « Notes et références ».

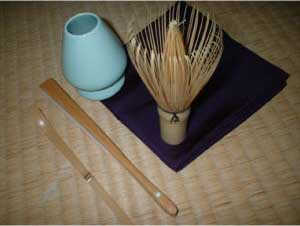
Divers ustensiles utilisés lors de la cérémonie du thé japonaise. Le chashaku est l'ustensile à l'extrême gauche.

La cuillère à matcha, écope à thé ou chashaku, est un ustensile utilisé dans la cérémonie du thé au Japon.

## Nom
Le terme japonais de l'ustensile est 茶杓 (chashaku), composé des kanjis 茶 (cha, « thé ») et 杓 (shaku, « cuillère »).

## Description
L'ustensile est constitué d'une seule pièce de bambou, possédant un nodule vers son milieu et courbée à son extrémité la plus large. Elle sert à transférer le thé de la boîte à thé au bol à thé.